# 757
Năm 757 là một năm trong lịch Julius.